# Tshewang Gyeltshen
Tshewang Gyeltshen – bhutański piłkarz grający na pozycji napastnika,  reprezentant Bhutanu. Swój jedyny mecz rozegrał w 2009 roku.